# Greinsfurth (Gemeinde Amstetten)
Greinsfurth ist eine Ortschaft der Stadtgemeinde Amstetten in Niederösterreich. Die Ortschaft hat 1212 Einwohner (Stand 1. Jänner 2024).

## Geografie
Greinsfurth liegt südwestlich von Amstetten unweit der Weyerer Straße (B 121). Greinsfurth ist seit 1305 urkundlich nachweisbar. Zur Ortschaft zählen auch der Weiler Äuerl und die Lagen Loh und Miesenwinkel.

## Geschichte
Laut Adressbuch von Österreich waren im Jahr 1938 in Greinsfurth ein Bäcker, zwei Gastwirte, zwei Gemischtwarenhändler, ein Landesproduktehändler und ein Schmied ansässig.

## Öffentliche Einrichtungen
In Greinsfurth befindet sich ein Kindergarten.